# Uroblaniulus jerseyi
Uroblaniulus jerseyi är en mångfotingart som beskrevs av Ottis Robert Causey 1950. Uroblaniulus jerseyi ingår i släktet Uroblaniulus och familjen Parajulidae. Inga underarter finns listade i Catalogue of Life.